# Io Claudio imperatore
Io Claudio imperatore (I, Claudius) è una miniserie televisiva britannica diretta da Herbert Wise. La miniserie è costituita da 13 puntate trasmesse per la prima volta nel 1976. La miniserie è basata sul romanzo Io, Claudio (I, Claudius) di Robert Graves.

## Trama
È una miniserie drammatica a sfondo storico e biografico. La serie si apre con Augusto, primo imperatore dell'Antica Roma, che cerca di trovare un erede, e sua moglie, Livia, che trama per elevare il proprio figlio Tiberio a questa posizione. Il doppio gioco continuerà per molti decenni, attraverso la cospirazione di Seiano e le vicende dell'imperatore Caligola, e si conclude con l'ascesa al potere, apparentemente accidentale, di Claudio.

## Personaggi e interpreti
- Claudius (13 puntate), interpretato da Derek Jacobi.
- Tiberius (10 puntate), interpretato da George Baker.
- Antonia (9 puntate), interpretata da Margaret Tyzack.
- Livia (8 puntate), interpretata da Siân Phillips.
- Augustus (6 puntate), interpretato da Brian Blessed.
- Herod Agrippa (6 puntate), interpretato da James Faulkner.
- Caligula (5 puntate), interpretato da John Hurt.
- Livilla (4 puntate), interpretata da Patricia Quinn.
- Sejanus (4 puntate), interpretato da Patrick Stewart.
- Agrippina (4 puntate), interpretato da Fiona Walker.
- Castor (4 puntate), interpretato da Kevin McNally.
- Pallas (3 puntate), interpretato da Bernard Hepton.
- Messalina (3 puntate), interpretata da Sheila White.
- Narcissus (3 puntate), interpretato da John Cater.
- Julia (3 puntate), interpretato da Frances White.
- Germanicus (3 puntate), interpretato da David Robb.
- Sibilla (3 puntate), interpretata da Freda Dowie.
- Senator (3 puntate), interpretato da Roger Bizley.
- Thrasyllus (3 puntate), interpretato da Kevin Stoney.
- Praxis (3 puntate), interpretato da Alan Thompson.
- Asprenas (3 puntate), interpretato da James Fagan.

## Produzione
La miniserie fu prodotta da British Broadcasting Corporation in associazione con London Film Productions.

## Distribuzione
La miniserie fu trasmessa nel Regno Unito dal 20 settembre 1976 al 6 dicembre 1976 sulla rete televisiva BBC Two con il titolo I, Claudius. In Italia è stata trasmessa con il titolo Io Claudio imperatore.
Alcune delle uscite internazionali sono state:
- negli Stati Uniti il 6 novembre 1977
- in Francia il 7 giugno 1978 (Moi Claude empereur)
- nei Paesi Bassi il 13 giugno 1978
- in Belgio il 20 aprile 1979
- in Finlandia (Jag, Claudius)
- in Argentina (Yo, Claudio)
- in Spagna (Yo, Claudio)
- in Grecia (Ego, o Klavdios)
- in Austria (Ich, Claudius, Kaiser und Gott)
- in Polonia (Ja, Klaudiusz)
- in Italia (Io Claudio imperatore)